# Pallanuoto ai campionati mondiali di nuoto 1982 - Torneo maschile
La IV edizione dei campionati mondiali di pallanuoto è stata disputata a Guayaquil, in Ecuador, dal 29 luglio al 7 agosto 1982 all'interno della quarta edizione dei campionati mondiali di nuoto organizzati dalla FINA. È stata l'unica occasione in cui la squadra di casa non ha partecipato al torneo.
La formula è stata leggermente modificata rispetto alle ultime due edizioni: le 16 formazioni partecipanti hanno disputato tre fasi a gironi, ereditando i risultati degli scontri diretti anche nell'ultimo turno, e non solo nel secondo come avvenuto in precedenza.
L'Unione Sovietica è diventata campione del mondo per la seconda volta, precedendo nel girone finale l'Ungheria, al terzo argento consecutivo, e la Germania Ovest, per la prima volta sul podio.

## Squadre partecipanti
GRUPPO A
- Germania Ovest
- Italia
- Nuova Zelanda
- Spagna

GRUPPO B
- Cina
- Cuba
- Grecia
- Ungheria

GRUPPO C
- Australia
- Egitto
- Stati Uniti
- Unione Sovietica

GRUPPO D
- Canada
- Francia
- Jugoslavia
- Paesi Bassi

## Prima Fase

### Gruppo A
|    | Squadra        | Pt | G | V | P | S | GF | GS | Diff |
| -- | -------------- | -- | - | - | - | - | -- | -- | ---- |
| 1. | Germania Ovest | 6  | 3 | 3 | 0 | 0 | 33 | 19 | +14  |
| 2. | Spagna         | 4  | 3 | 2 | 0 | 1 | 36 | 18 | +18  |
| 3. | Italia         | 2  | 3 | 1 | 0 | 2 | 36 | 23 | +13  |
| 4. | Nuova Zelanda  | 0  | 3 | 0 | 0 | 3 | 12 | 57 | -45  |

| Data       | Gara           | Gara   | Gara          |
| ---------- | -------------- | ------ | ------------- |
| 29-07-1982 | Germania Ovest | 9 - 8  | Italia        |
| 29-07-1982 | Spagna         | 21 - 2 | Nuova Zelanda |
| 30-07-1982 | Germania Ovest | 8 - 6  | Spagna        |
| 30-07-1982 | Italia         | 20 - 5 | Nuova Zelanda |
| 31-07-1982 | Germania Ovest | 16 - 5 | Nuova Zelanda |
| 31-07-1982 | Spagna         | 9 - 8  | Italia        |

### Gruppo B
|    | Squadra          | Pt | G | V | P | S | GF | GS | Diff |
| -- | ---------------- | -- | - | - | - | - | -- | -- | ---- |
| 1. | Unione Sovietica | 6  | 3 | 3 | 0 | 0 | 35 | 14 | +21  |
| 2. | Stati Uniti      | 4  | 3 | 2 | 0 | 1 | 36 | 15 | +21  |
| 3. | Australia        | 2  | 3 | 1 | 0 | 2 | 36 | 20 | +16  |
| 4. | Egitto           | 0  | 3 | 0 | 0 | 3 | 5  | 63 | -58  |

| Data       | Gara             | Gara   | Gara        |
| ---------- | ---------------- | ------ | ----------- |
| 29-07-1982 | Stati Uniti      | 24 - 2 | Egitto      |
| 29-07-1982 | Unione Sovietica | 11 - 8 | Australia   |
| 30-07-1982 | Unione Sovietica | 8 - 5  | Stati Uniti |
| 30-07-1982 | Australia        | 23 - 2 | Egitto      |
| 31-07-1982 | Unione Sovietica | 16 - 1 | Egitto      |
| 31-07-1982 | Stati Uniti      | 7 - 5  | Australia   |

### Gruppo C
|    | Squadra  | Pt | G | V | P | S | GF | GS | Diff |
| -- | -------- | -- | - | - | - | - | -- | -- | ---- |
| 1. | Ungheria | 6  | 3 | 3 | 0 | 0 | 38 | 19 | +19  |
| 2. | Cuba     | 4  | 3 | 2 | 0 | 1 | 28 | 23 | +5   |
| 3. | Cina     | 2  | 3 | 1 | 0 | 2 | 26 | 35 | -9   |
| 4. | Grecia   | 0  | 3 | 0 | 0 | 3 | 20 | 35 | -15  |

| Data       | Gara     | Gara    | Gara   |
| ---------- | -------- | ------- | ------ |
| 29-07-1982 | Cuba     | 9 - 5   | Grecia |
| 29-07-1982 | Ungheria | 14 - 6  | Cina   |
| 30-07-1982 | Ungheria | 14 - 5  | Grecia |
| 30-07-1982 | Cuba     | 11 - 8  | Cina   |
| 31-07-1982 | Ungheria | 10 - 8  | Cuba   |
| 31-07-1982 | Cina     | 12 - 10 | Grecia |

### Gruppo D
|    | Squadra     | Pt | G | V | P | S | GF | GS | Diff |
| -- | ----------- | -- | - | - | - | - | -- | -- | ---- |
| 1. | Jugoslavia  | 6  | 3 | 3 | 0 | 0 | 33 | 26 | +7   |
| 2. | Paesi Bassi | 4  | 3 | 2 | 0 | 1 | 26 | 17 | +9   |
| 3. | Francia     | 2  | 3 | 1 | 0 | 2 | 26 | 36 | -10  |
| 4. | Canada      | 0  | 3 | 0 | 0 | 3 | 27 | 33 | -6   |

| Data       | Gara        | Gara    | Gara        |
| ---------- | ----------- | ------- | ----------- |
| 29-07-1982 | Jugoslavia  | 7 - 6   | Paesi Bassi |
| 29-07-1982 | Francia     | 12 - 11 | Canada      |
| 30-07-1982 | Jugoslavia  | 13 - 9  | Francia     |
| 30-07-1982 | Paesi Bassi | 8 - 5   | Canada      |
| 31-07-1982 | Jugoslavia  | 13 - 11 | Canada      |
| 31-07-1982 | Paesi Bassi | 12 - 5  | Francia     |

## Seconda Fase

### 1º - 8º posto

#### Gruppo E
|    | Squadra          | Pt | G | V | P | S | GF | GS | Diff |
| -- | ---------------- | -- | - | - | - | - | -- | -- | ---- |
| 1. | Unione Sovietica | 6  | 3 | 3 | 0 | 0 | 27 | 20 | +7   |
| 2. | Germania Ovest   | 4  | 3 | 2 | 0 | 1 | 24 | 24 | 0    |
| 3. | Stati Uniti      | 2  | 3 | 1 | 0 | 2 | 21 | 21 | 0    |
| 4. | Spagna           | 0  | 3 | 0 | 0 | 3 | 18 | 25 | -7   |

| Data       | Gara             | Gara   | Gara           |
| ---------- | ---------------- | ------ | -------------- |
| 03-08-1982 | Germania Ovest   | 9 - 7  | Stati Uniti    |
| 03-08-1982 | Unione Sovietica | 8 - 7  | Spagna         |
| 04-08-1982 | Stati Uniti      | 9 - 5  | Spagna         |
| 04-08-1982 | Unione Sovietica | 11 - 8 | Germania Ovest |

#### Gruppo F
|    | Squadra     | Pt | G | V | P | S | GF | GS | Diff |
| -- | ----------- | -- | - | - | - | - | -- | -- | ---- |
| 1. | Ungheria    | 6  | 3 | 3 | 0 | 0 | 28 | 24 | +4   |
| 2. | Paesi Bassi | 2  | 3 | 1 | 0 | 2 | 21 | 21 | 0    |
| 3. | Jugoslavia  | 2  | 3 | 1 | 0 | 2 | 25 | 26 | -1   |
| 4. | Cuba        | 2  | 3 | 1 | 0 | 2 | 24 | 27 | -3   |

| Data       | Gara        | Gara    | Gara        |
| ---------- | ----------- | ------- | ----------- |
| 03-08-1982 | Paesi Bassi | 9 - 7   | Cuba        |
| 03-08-1982 | Ungheria    | 11 - 10 | Jugoslavia  |
| 04-08-1982 | Ungheria    | 7 - 6   | Paesi Bassi |
| 04-08-1982 | Cuba        | 9 - 8   | Jugoslavia  |

### 9º - 16º posto

#### Gruppo G
|    | Squadra       | Pt | G | V | P | S | GF | GS | Diff |
| -- | ------------- | -- | - | - | - | - | -- | -- | ---- |
| 1. | Italia        | 6  | 3 | 3 | 0 | 0 | 46 | 18 | +28  |
| 2. | Australia     | 4  | 3 | 2 | 0 | 1 | 46 | 14 | +32  |
| 3. | Egitto        | 2  | 3 | 1 | 0 | 2 | 16 | 46 | -30  |
| 4. | Nuova Zelanda | 0  | 3 | 0 | 0 | 3 | 14 | 44 | -30  |

| Data       | Gara      | Gara   | Gara          |
| ---------- | --------- | ------ | ------------- |
| 03-08-1982 | Italia    | 16 - 4 | Egitto        |
| 03-08-1982 | Australia | 14 - 2 | Nuova Zelanda |
| 04-08-1982 | Italia    | 10 - 9 | Australia     |
| 04-08-1982 | Egitto    | 10 - 7 | Nuova Zelanda |

#### Gruppo H
|    | Squadra | Pt | G | V | P | S | GF | GS | Diff |
| -- | ------- | -- | - | - | - | - | -- | -- | ---- |
| 1. | Cina    | 4  | 3 | 2 | 0 | 1 | 35 | 32 | +3   |
| 2. | Grecia  | 3  | 3 | 1 | 1 | 1 | 28 | 27 | +1   |
| 3. | Francia | 3  | 3 | 1 | 1 | 1 | 31 | 24 | +7   |
| 4. | Canada  | 2  | 3 | 1 | 0 | 2 | 29 | 30 | -1   |

| Data       | Gara    | Gara    | Gara    |
| ---------- | ------- | ------- | ------- |
| 03-08-1982 | Canada  | 12 - 9  | Cina    |
| 03-08-1982 | Francia | 9 - 9   | Grecia  |
| 04-08-1982 | Grecia  | 9 - 6   | Canada  |
| 04-08-1982 | Cina    | 14 - 10 | Francia |

## Fase Finale

### Gruppo I
(1º - 4º posto)
|    | Squadra          | Pt | G | V | P | S | GF | GS | Diff |
| -- | ---------------- | -- | - | - | - | - | -- | -- | ---- |
| 1. | Unione Sovietica | 5  | 3 | 2 | 1 | 0 | 25 | 20 | +5   |
| 2. | Ungheria         | 4  | 3 | 1 | 2 | 0 | 21 | 20 | +1   |
| 3. | Germania Ovest   | 3  | 3 | 1 | 1 | 1 | 20 | 21 | -1   |
| 4. | Paesi Bassi      | 0  | 3 | 0 | 0 | 3 | 14 | 19 | -5   |

| Data       | Gara             | Gara  | Gara           |
| ---------- | ---------------- | ----- | -------------- |
| 06-08-1982 | Unione Sovietica | 7 - 5 | Paesi Bassi    |
| 06-08-1982 | Ungheria         | 7 - 7 | Germania Ovest |
| 07-08-1982 | Germania Ovest   | 5 - 3 | Paesi Bassi    |
| 07-08-1982 | Unione Sovietica | 7 - 7 | Ungheria       |

### Gruppo J
(5º - 8º posto)
|    | Squadra     | Pt | G | V | P | S | GF | GS | Diff |
| -- | ----------- | -- | - | - | - | - | -- | -- | ---- |
| 5. | Cuba        | 4  | 3 | 2 | 0 | 1 | 25 | 23 | +2   |
| 6. | Stati Uniti | 4  | 3 | 2 | 0 | 1 | 24 | 21 | +4   |
| 7. | Jugoslavia  | 2  | 3 | 1 | 0 | 2 | 22 | 23 | -1   |
| 8. | Spagna      | 2  | 3 | 1 | 0 | 2 | 19 | 23 | -4   |

| Data       | Gara        | Gara  | Gara        |
| ---------- | ----------- | ----- | ----------- |
| 06-08-1982 | Cuba        | 9 - 7 | Stati Uniti |
| 06-08-1982 | Jugoslavia  | 7 - 6 | Spagna      |
| 07-08-1982 | Spagna      | 8 - 7 | Cuba        |
| 07-08-1982 | Stati Uniti | 8 - 7 | Jugoslavia  |

### Gruppo K
(9º - 12º posto)
|     | Squadra   | Pt | G | V | P | S | GF | GS | Diff |
| --- | --------- | -- | - | - | - | - | -- | -- | ---- |
| 9.  | Italia    | 6  | 3 | 3 | 0 | 0 | 34 | 25 | +9   |
| 10. | Cina      | 4  | 3 | 2 | 0 | 1 | 31 | 31 | 0    |
| 11. | Australia | 2  | 3 | 1 | 0 | 2 | 25 | 27 | -2   |
| 12. | Grecia    | 0  | 3 | 0 | 0 | 3 | 24 | 31 | -7   |

| Data       | Gara      | Gara    | Gara      |
| ---------- | --------- | ------- | --------- |
| 06-08-1982 | Italia    | 10 - 6  | Grecia    |
| 06-08-1982 | Cina      | 9 - 7   | Australia |
| 07-08-1982 | Italia    | 14 - 10 | Cina      |
| 07-08-1982 | Australia | 9 - 8   | Grecia    |

### Gruppo L
(13º - 16º posto)
|     | Squadra       | Pt | G | V | P | S | GF | GS | Diff |
| --- | ------------- | -- | - | - | - | - | -- | -- | ---- |
| 13. | Francia       | 5  | 3 | 2 | 1 | 0 | 31 | 22 | +9   |
| 14. | Canada        | 4  | 3 | 2 | 0 | 1 | 38 | 23 | +15  |
| 15. | Egitto        | 2  | 3 | 1 | 0 | 2 | 19 | 38 | -19  |
| 16. | Nuova Zelanda | 1  | 3 | 0 | 1 | 2 | 20 | 25 | -5   |

| Data       | Gara    | Gara   | Gara          |
| ---------- | ------- | ------ | ------------- |
| 06-08-1982 | Francia | 6 - 6  | Nuova Zelanda |
| 06-08-1982 | Canada  | 18 - 4 | Egitto        |
| 07-08-1982 | Francia | 13 - 5 | Egitto        |
| 07-08-1982 | Canada  | 9 - 7  | Nuova Zelanda |

## Classifica Finale
| Pos.    | Squadra          |
| ------- | ---------------- |
| Oro     | Unione Sovietica |
| Argento | Ungheria         |
| Bronzo  | Germania Ovest   |
| 4       | Paesi Bassi      |
| 5       | Cuba             |
| 6       | Stati Uniti      |
| 7       | Jugoslavia       |
| 8       | Spagna           |
| 9       | Italia           |
| 10      | Cina             |
| 11      | Australia        |
| 12      | Grecia           |
| 13      | Francia          |
| 14      | Canada           |
| 15      | Egitto           |
| 16      | Nuova Zelanda    |